# Fan Force United
A Fan Force United foi uma equipe de corridas automobilísticas que disputou a Indy Lights e a Indy 500 de 2012, válida pela temporada da IndyCar Series.

## História
Fundada pelo ex-piloto Tyce Carlson, a Fan Force estreou no automobilismo disputando a temporada de 2012 da Indy Lights, tendo como piloto o indiano Armaan Ebrahim. Porém, ele foi liberado após a etapa de Detroit.
No mesmo ano, inscreveu-se para disputar as 500 Milhas de Indianápolis, tendo como piloto o veterano francês Jean Alesi, cuja última participação em categorias de monopostos foi em 2001, no GP do Japão de Fórmula 1. Equipado com motor Judd-Lotus e com patrocínio da F. P. Journe, o carro foi testado pelo também veterano Buddy Lazier. A potência do motor deixou Alesi preocupado para a prova, na qual o francês, juntamente com a suíça Simona De Silvestro, receberia bandeira preta por lentidão.
O carro usado por Alesi foi reutilizado pela equipe Lazier Partners Racing, que disputou 2 edições das 500 Milhas (usou o DW12 da Fan Force na corrida de 2013). O time chegou a planejar inscrição para disputar a temporada 2015 da IndyCar, tendo o inglês Stefan Wilson como piloto. Entretanto, a falta de patrocínio inviabilizou tais planos.

## Pilotos
- Jean Alesi (2012)